# Free Software Song

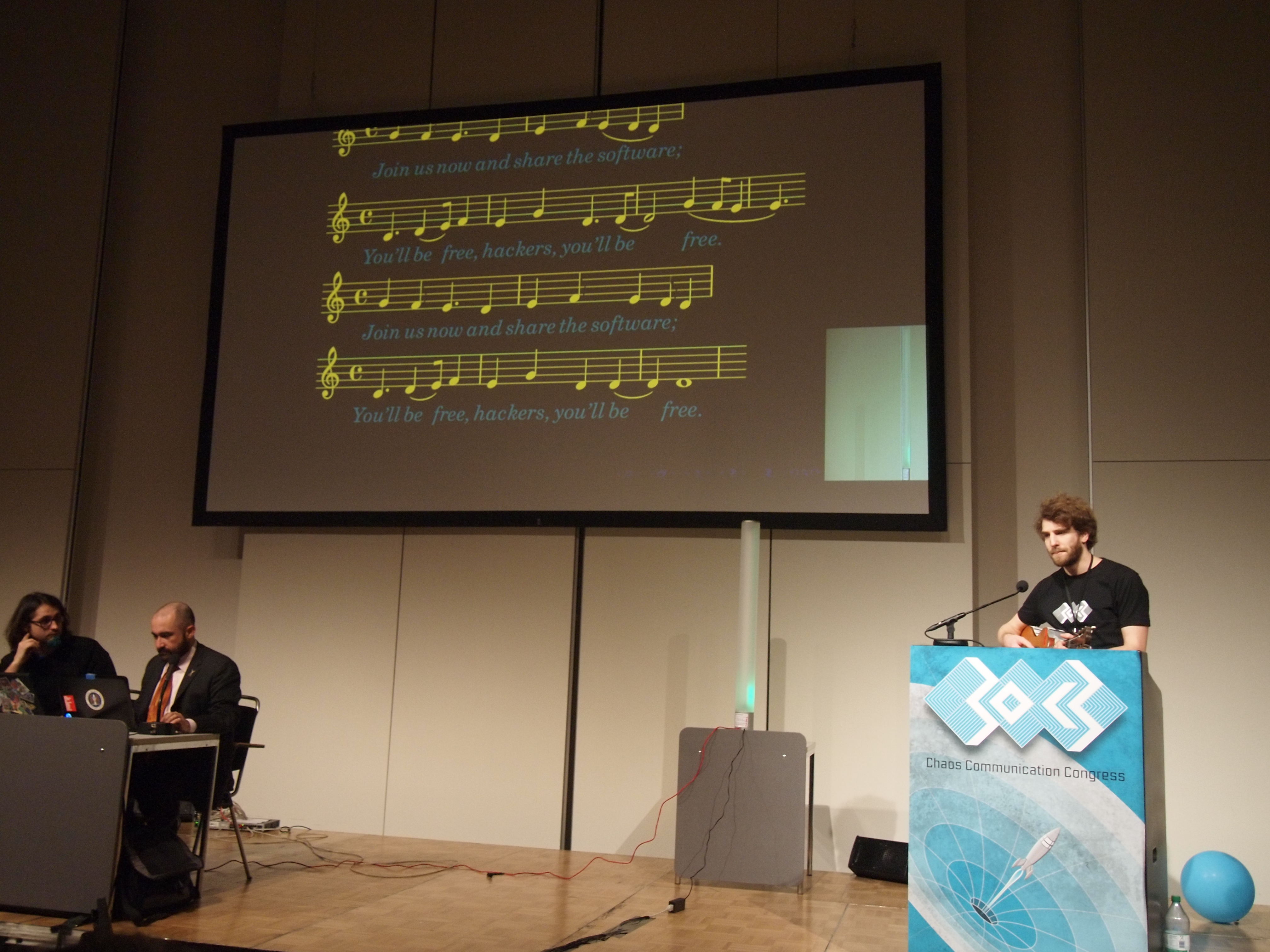
Free Software Song

La Free Software Song («Canción del Software Libre») es una canción filk escrita por Richard M. Stallman que tiene como tema el software libre. La canción está fijada a la melodía del tema folk búlgaro Sadi Moma. Jono Bacon también grabó una versión heavy metal de la canción. Hay una versión punk melódica grabada en español por ALEC.

## Letra
Join us now and share the software;
You'll be free, hackers, you'll be free.
x2
Hoarders can get piles of money,
That is true, hackers, that is true.
But they cannot help their neighbors;
That's not good, hackers, that's not good.
When we have enough free software
At our call, hackers, at our call,
We'll kick out those dirty licenses
Ever more, hackers, ever more.
Join us now and share the software;
You'll be free, hackers, you'll be free.
x2

### Traducción Oficial
(Aprobada por RMS)
Únete, comparte el software
Serás libre, hacker, serás libre.
Los avaros buscan oro,
es verdad, hacker, es verdad.
No ayudan a sus vecinos,
eso está mal, hacker, eso está mal.
Sólo con el Software Libre,
estarás, hacker, estarás,
libre de licencias sucias,
reirás, hacker, reirás.
Únete y comparte el software
Serás libre, hacker, serás libre.

### Traducción al castellano
(Usada en España)
Uníos a nosotros y compartid el software:
seréis libres, hackers, seréis libres;
uníos a nosotros y compartid el software:
seréis libres, hackers, seréis libres.
Los avaros pueden conseguir montones de dinero
(eso es verdad, hackers, eso es verdad);
pero no pueden ayudar a sus vecinos
(eso no es bueno, hackers, eso no es bueno).
Cuando tengamos suficiente software libre
a nuestra disposición, hackers, a nuestra disposición,
nos cargaremos esas sucias licencias
para siempre, hackers, para siempre.
Uníos a nosotros y compartid el software:
seréis libres, hackers, seréis libres;
uníos a nosotros y compartid el software:
seréis libres, hackers, seréis libres.
(Usada en Latinoamérica)
Unánsenos ahora y compartan el software:
serán libres, hackers, serán libres;
unánsenos ahora y compartan el software:
serán libres, hackers, serán libres.
Los avaros pueden conseguir montones de dinero
(eso es cierto, hackers, eso es cierto);
pero no pueden ayudar a sus vecinos
(eso no es bueno, hackers, eso no es bueno).
Cuando tengamos suficiente software libre
a nuestra disposición, hackers, a nuestra disposición,
tiraremos esas sucias licencias
para siempre, hackers, para siempre.
Unánsenos ahora y compartan el software:
serán libres, hackers, serán libres;
unánsenos ahora y compartan el software:
serán libres, hackers, serán libres.

### Variación al castellano de ALEC
Unete y comparte el software
en libertad, hacker, lucha, para ser libre
Unete y comparte el software
hay que luchar, hacker, vive, para ser libre
Siendo avaro y esclavista
dinero harás, hacker, triste, triste verdad
Impotentes, divididos, ya no podrás, ayudar a tus amigos
ojos rojos, muchos ojos
programando las cabezas
eludiendo las fronteras
levantando las banderas
ojos rojos, muchos ojos
el imperio se diluye
tras sus luces
y sus miedos
se opaca
se destruye
Cuando el software libre llegue
con igualdad, hacker, escucha nuestro llamado
Tiraremos sus licencias y mucho más,
hacker, lucha para ser libre